# Katharina Faltner
Katharina Faltner (* 1982 in Passau) ist eine deutsche Bühnenbildnerin.

## Leben und Wirken
Nach dem Studium von Bühnen- und Kostümbild an der Hochschule für Bildende Künste Dresden wurde Katharina Faltner künstlerische Mitarbeiterin von Stéphane Laimé am Burgtheater Wien unter der Regie von Jan Bosse und Matthias Hartmann. Hier entwarf sie das Bühnenbild für die österreichische Erstaufführung von Laura Naumanns demut vor deinen taten baby (Regie Alexander Ratter).
Mit Laimé schuf sie auch das Bühnenbild für Stefan Puchers Woyzeck-Inszenierung am Schauspielhaus Zürich. Die Uraufführung Endlich Kokain von Joachim Lottmann unter der Regie von Pedro Martins Beja führte sie ans Theater Bremen. Sie entwarf die Bühne für Arno Waschks Inszenierung Der Amerikaner, der den Kolumbus zuerst entdeckte am Staatstheater Darmstadt. Für Philipp Rosendahls Räuber-Inszenierung schuf sie das Kostümbild zu Beginn der Spielzeit 2016/17 am Staatstheater Kassel. Für die Regisseurin und Autorin Nora Abdel-Maksoud übernimmt sie regelmäßig die Ausstattungen, so unter anderem für Mad Madams am neuen theater Halle, Sie nannte ihn Tico am Münchner Volkstheater und The Making-of am Maxim-Gorki-Theater in Berlin.
Seit 2013 arbeitet Katharina Faltner mit der Regisseurin Anna Bergmann zusammen; sie schuf die Bühnenräume für die Inszenierungen Homo Faber am Staatstheater Braunschweig,  Fräulein Julie und Madame Bovary am Theater in der Josefstadt in Wien, sowie Antigone in Karlsruhe. Im Herbst 2016 realisierte sie an der Berliner Staatsoper für La Douce nach Dostojewskis Die Sanfte erstmals den Raum für eine Operninszenierung.
Für ihr Bühnenbild für die Uraufführung der ineinander montierten Henrik-Ibsen-Trilogie Nora, Hedda und ihre Schwestern am Badischen Staatstheater Karlsruhe im Oktober 2018 entwarf Faltner eine Simultanbühne mit zwei Ebenen und ungefähr zwölf ineinander verschachtelten Räumen, die zunächst den Hauptfiguren zugeordnet sind und dadurch die Erzählung der drei Teile parallel ermöglichen; diese Räume lösen sich später auf und bilden nur noch drei Blöcke.  In der Kritikrundschau auf nachtkritik.de wird Christian Mayer von Welt Plus zitiert, der von einem „spektakulären Bühnenbild“ schrieb. Der Deutschlandfunk schreibt zum Bühnenaufbau: „Man kann gleichsam drei ineinander gewobene Geschichten zugleich verfolgen und erhält die Chance, bei aller Verschiedenheit der Einzelfälle die Parallelmomente mitzuerleben. Das Personal aus drei Stücken turnt in diesem Labyrinth auf zwei Ebenen, was zu interessanten Begegnungen und jeder Menge neuer unerwarteter Konstellationen führt: Ein paar Schritte nach rechts – und schon schliddert Nora ins Revier der Hedda Gabler. Ein paar Stufen nach oben – und die Frau vom Meer strandet im Kinderzimmer von Noras Nachwuchs.“